# 黄喉穗鹛
黄喉穗鹛（学名：Cyanoderma ambiguum），是画眉科穗鹛属的一种，分布于不丹、孟加拉国、老挝、中国大陆、越南、印度、泰国和缅甸。该物种的保护状况被评为无危。
黄喉穗鹛的平均体重约为9.7克。栖息地包括种植园、亚热带或热带严重退化的前森林、亚热带或热带的湿润低地林、亚热带或热带的（低地）季节性湿润草原和亚热带或热带的（低地）湿润疏灌丛。该物种的模式产地在印度阿萨姆Gunjong、BarailRange。

## 亚种
- 黄喉穗鹛滇西亚种（学名：Cyanoderma ambiguum planicola）。分布于缅甸以及中国大陆的云南等地。该物种的模式产地在缅甸北部Shingaw。[3]